# Herb powiatu polickiego
Herb powiatu polickiego – jeden z symboli powiatu polickiego, autorstwa Radosława Gazińskiego, ustanowiony 14 września 1999.

## Wygląd i symbolika
Herb przedstawia na tarczy czwórdzielnej w polu pierwszym srebrnym gryfa wendyjskiego z zielonymi pasami, symbolizującego Słowian żyjących w zachodniej części Pomorza, w polu drugim błękitnym Matkę Boską z dzieciątkiem Jezus (pamiątkę istniejącego klasztoru wiktorynów), w polu trzecim błękitnym srebrną rybę, symbol rybołówstwa, natomiast w polu prawym srebrnym gałązkę dębową, wskazującą na Puszczę Wkrzańską.